# Fiona Monbet

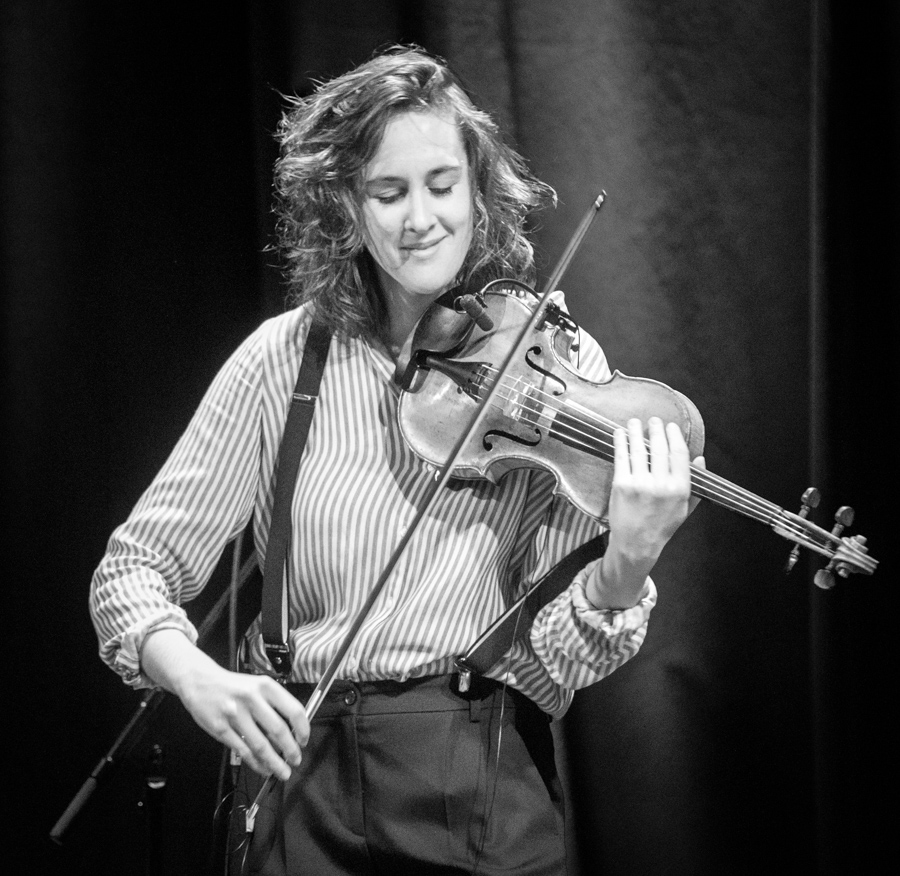
Fiona Monbet (Oslo 2017)

Fiona Monbet (* 25. September 1989 im Département Seine-et-Marne) ist eine französisch-irische Jazzgeigerin.

## Leben und Wirken
Monbet, die einen französischen Vater und eine irische Mutter hat, erhielt ab dem achten Lebensjahr klassischen Geigenunterricht. Mit zehn Jahren, bei einem Konzert von Didier Lockwood, begeisterte sie sich für den Jazz, um dann Unterricht am Centre de musiques Didier Lockwood in Dammarie-les-Lys zu erhalten. In den Jahren 2005, 2006 und 2007 wurde sie mit dem Prix Jeune talent der SACEM ausgezeichnet. Monbet studierte seit 2008 auf dem Conservatoire national supérieur de musique et de danse de Paris bei Alexis Galpérine.
2008 gründete Monbet ein eigenes Quartett mit Armel Dupas (p), Ronan Courty (b) und Mathieu Penot (dr), mit dem sie Stipendien der Talents du Fonds d’Action der SACEM erhielt und mit ihrem Quartett den ersten Preis bei den Trophées du Sunside gewann.
Im Duo mit dem Pianisten Romain Louveau errang sie 2014 den Piano Chamber Music Award beim Wettbewerb der International Summer Academy an der Universität für Musik und Darstellende Kunst Wien. Für ihr Debütalbum O’Ceol (2013) schrieb sie auch die meisten Kompositionen. 2018 folgte ihr Album Contrebande (Crescendo).
Ab 2008 trat sie, gefördert durch Lockwood, auf Festivals oder bei Clubkonzerten mit Musikern auf wie Christian Escoudé, Philip Catherine, Jean-Philippe Viret, Dee Dee Bridgewater, Marcel Azzola, Jean-Marie Ecay, Jean-Marc Jafet, Baptiste Trotignon, André Ceccarelli, Thomas Dutronc, Alain Jean-Marie, Boulou und Elios Ferré. 2016 ersetzte sie Thomas Gould im Man Overboard Quintet. Weiterhin nahm sie neben Biréli Lagrène und Stochelo Rosenberg seit 2010 an der Tournee Django Drom teil und wirkte auch in Tony Gatlifs Dokumentation Indignados (2012) mit. Auch trat sie in dem Spielfilm Chant d’hiver als Geigerin auf.

## Diskografische Hinweise
- Maxime Le Forestier: Paraître ou ne pas être (Polydor 2019)
- O’Ceol (Just Looking/Harmonia Mundi 2013)
- Isabel Sörling: Something Came with the Sun (Mister Productions 2013)
- Didier Lockwood: For Stéphane (Harmonia Mundi 2008)
- Christian Escoudé: Joue Brassens: Au bois de mon cœur (Emarcy 2011)